# Mistrovství Slovenska v krasobruslení 1967
Mistrovství Slovenska v krasobruslení 1967 se konalo 21. ledna a 22. ledna 1967 v Liptovském Mikuláši.

## Medaile
| Kategorie      | Zlato                              | Zlato     | Stříbro                              | Stříbro    | Bronz       | Bronz      |
| Muži           | Ondrej Nepela                      | 5 - 797,7 | Marian Filc                          | 10 - 759,3 | Jozef Žídek | 15 - 638,0 |
| Ženy           | Eva Gašparcová                     |           | Nora Barická                         |            | Gajdošová   |            |
| Sportovní páry | Nykodýmová / Peter Bartosiewicz    |           | Slávka Gajdošová / Vladimír Fundárek |            |             |            |
| Taneční páry   | Diana Skotnická / Martin Skotnický |           |                                      |            |             |            |

- čísla udávají celkové hodnocení, první za přednes a druhá počet bodů